# Наволоки
На́волоки — город (с 1938) районного подчинения в Кинешемском районе Ивановской области России, административный центр Наволокского городского поселения. Первое упоминание датируется 1623 годом. Население — 8167 чел. (2021). День города — третья суббота июня.

## География
Город расположен в западной части Кинешемского района, северо-восточной части Ивановской области, на правом берегу реки Волги (Горьковское водохранилище), в 105 км от города Иваново, в 14 км от районного центра Кинешмы.
Климат умеренно-континентальный, характеризующийся холодной многоснежной зимой и тёплым летом. Входит в число экологически благоприятных регионов России и имеет богатый рекреационный потенциал.

## История
Название «Наволоки» связывают с географическим положением поселения: оно возникло в низине, окружённой холмами, напротив острова, который делил течение Волги на два русла. По данным «Краткого топонимического словаря» В. А. Никонова (1966), топонимический ареал понятия «Наволок» был расширен новгородской колонизацией, и город Наволоки на Волге в Ивановской области является одним из южных пунктов этого ареала, что указывает на древние славянские корни названия, связанные с новгородским освоением Поволжья, начавшимся в IX веке. В древности эти земли населяло финно-угорское племя меря. Заселение края славянами-кривичами началось в IX веке и усилилось в XII веке. Территория входила в состав Киевской Руси (так называемая Залесская Русь), позднее — Владимиро-Суздальского княжества, а со второй половины XIV века перешла под контроль Москвы. Местность подвергалась опустошению во время монголо-татарских нашествий XIII—XIV веков. Для защиты от набегов строились сторожевые посты и крепости. Известно о древнем селении Солдога, близ которого в 1429 году произошло сражение с войском казанского хана Махмут-Кази, а в 1609 году — столкновение с отрядом Александра Лисовского на Красной Горке.
Первое письменное упоминание Наволок датируется 1623 годом. Хотя на официальном сайте Наволокского городского поселения долгое время указывались акты 1775 года как содержащие первое упоминание, исследования краеведа А. Румянцева, основанные на архивных документах, подтверждают более раннюю дату. Данные о 1623 годе также содержатся в «Выпуске 5: Для Костромской и Плесской десятин Костромского уезда» (издание 1912 года).
В 1623 году Наволоки уже были селом с деревянной церковью Успения Пресвятой Богородицы. Владельцами села на тот момент являлись: половина за Андреем (Андрюшкой), Фёдором (Федькой) и Михаилом (Михалкой) Семёновичами детьми Пасынкова, а другая половина — за Яковом Устиновым. Церковные земли включали пашню (10 четей) и сенокосные угодья у старого кладбища к реке Волге (на 20 копен сена). Тот факт, что в 1623 году Наволоки уже являлись селом с действующей церковью, предполагает ещё более раннюю историю поселения.
В течение XVII века село Наволоки сменило нескольких владельцев:
- В 1627—1631 годах — находилось в поместье за Леонтием Васильевым Полозовым по ввозной грамоте.
- К 1646 году — принадлежало Михею Матвеевичу Головцыну.
- 4 мая 1658 года — поместье Михея Головцына, село Наволоки, было «отказано» (передано) стольнику Илье Саввичу Милославскому.
- К 1678 году — числилось за стольником Ларионом Семёновичем Милославским.

До 1762 года Наволоки с окрестностями относились к Плёсской десятине Костромской губернии.
Описание сельца Наволок также содержится в актах 1775 года:

Сельцо Наволок Ивана Михайловича сына Колошина и Ивана Федоровича Хрущева. Число дворов — 8. По ревизии душ мужчин 19, женщин 19, под усадьбою — десятин 1, сажен — 1900. Пашни 94 десятин, сенных покосов 6, лесу 7, не удобных мест 14, всего — 123 десятины и 1492 сажен.
В том же 1775 году при Генеральном межевании Кинешемского уезда Костромской губернии упоминается село Наволоки и расположенный в нём храм Успения Пресвятой Богородицы.
В 1875 году в Наволоках насчитывалось 19 дворов и 76 жителей. Помимо самого сельца, в округе существовали небольшие деревни: Калачёво (16 домов), Погорелка, Поповка, Новая Деревня, Стрелка, Левые и Правые Кочки. Имелся двухэтажный дом лесовладельца Цветкова и винный погреб.
Поворотным моментом в развитии Наволок стало основание в 1880 году вичугскими купцами П. Г. Миндовским и И. А. Бакакиным небольшой ткацкой фабрики. 27 июня 1880 года считается днём учреждения «Товарищества Волжской мануфактуры бумажных и льняных изделий П. Миндовского и И. Бакакина». Указ об этом был утверждён императором:

Государь император по положению Комитета министров Высочайше повелеть соизволил разрешить потомственному гражданину г. Кинешмы 1-й гильдии купцу Петру Галактионовичу Миндовскому и юрьевецкому 1-й гильдии купцу Ивану Александровичу Бакакину — учредить товарищество на паях под названием «Товарищество Волжской м-ры бумажных и льняных изделий П. Миндовского и И. Бакакина, на основании устава удостоенного Высочайшего рассмотрения и утверждения в 27 день июня 1880 г.
Проект фабричных корпусов, строительство которых началось в том же году, разработал архитектор Н. Н. Черницкий. Первоначально фабрика имела деревянные перекрытия и колонны. Ткацкие станки и другое оборудование приводились в движение двумя паровыми машинами мощностью 350 и 150 лошадиных сил. Сначала производились только льняные холсты, затем было налажено производство бумажных тканей. Сырьём служили лён из Юрьевца и Костромы, а также хлопок из Египта и Америки. Ассортимент продукции включал бумажную и льняную пряжу, льняные, полульняные и бумажные холсты, узорчатые и ажурные ткани, полотенца, простыни, платки и скатерти.
Фабриканты скупали у окрестных помещиков и крестьян пашни, угодья и леса, за короткий срок приобретя около 1400 десятин земли. Производство быстро расширялось: если в 1880 году на фабрике было 300 станков, то к 1886 году их число утроилось. Основной капитал к 1894 году вырос вчетверо, составив более 1 миллиона рублей и принося ежегодно около 20 % прибыли. К 1890 году на предприятии было занято 1300 рабочих, что делало его одним из крупных в регионе (для сравнения, в Кинешме на девяти фабриках и заводах общее число рабочих составляло 1748 человек). Это предприятие, позже известное как хлопчато-бумажный комбинат „Приволжская коммуна“ (ныне ООО „Навтекс“), стало градообразующим для Наволок.
Согласно „Справочной книге Костромской епархии“ за 1911 год, церковные земли в Наволоках включали:

Земли церковные в пользовании причта: усад — 1780 кв. сажен, пахотный — 33 десятины, сенокос — 1270 кв. сажен. Кроме того, есть 1 десятина 544 кв. сажен земли, пожертвованной священником Любимоградским. Прихожан — 968 мужского пола и 1143 женского пола. По роду занятий приход смешанный: сельскохозяйственный и фабричный. Приходских селений 20, из них дальние в 7 верстах от церкви. В приходе в с. Наволок две двухклассные школы: церковно-приходская и Министерства народного просвещения и одна одноклассная земская школа».
С 1925 года Наволоки получили статус рабочего посёлка.
Наволокский район был образован в составе Ивановской промышленной области 25 января 1935 года с центром в городе Наволоки. В его состав вошли 19 сельсоветов: Безносовский, Белоноговский, Быковский, Воздвиженский, Воронинский, Георгиевский, Есиплевский, Ивашевский, Карцевский, Колшевский, Корниловский, Лопатинский, Наволокский, Назаровский, Новлянский, Панафидинский, Тарасихинский, Челесниковский, Шибановский. В 1954 году произошло объединение ряда сельсоветов: Безносовский был присоединён к Ивашевскому, Карцевский — к Белоноговскому, Воронинский и Георгиевский — к Новлянскому, Панафидинский — к Шибановскому, Быковский и Лопатинский — к Воздвиженскому; Назаровский и Челесниковский были объединены в Дмитриевский сельсовет. 29 августа 1958 года Указом Президиума Верховного Совета РСФСР Наволокский район был упразднён, его территория была разделена между Кинешемским (Наволокский и Тарасихинский сельсоветы) и Заволжским (остальная территория) районами.
В мае 1938 года Постановлением Президиума Верховного Совета СССР рабочий посёлок Наволоки получил статус города.
В 2005 году было образовано Наволокское городское поселение.

## Население
| 1872    | 1897    | 1931    | 1939    | 1959    | 1970    | 1979    | 1989    |
| ------- | ------- | ------- | ------- | ------- | ------- | ------- | ------- |
| 76      | ↗498    | ↗7700   | ↗12 301 | ↗13 832 | ↘13 471 | ↘12 983 | ↘12 570 |
| 1992    | 1996    | 1998    | 2000    | 2001    | 2002    | 2003    | 2005    |
| ↘12 400 | ↘12 300 | ↘12 000 | ↘11 700 | ↘11 400 | ↘11 248 | ↘11 200 | ↘10 700 |
| 2006    | 2007    | 2008    | 2009    | 2010    | 2011    | 2012    | 2013    |
| ↘10 400 | ↘10 200 | →10 200 | ↘10 098 | ↗10 206 | ↘10 200 | ↘10 040 | ↘9929   |
| 2014    | 2015    | 2016    | 2017    | 2018    | 2019    | 2020    | 2021    |
| ↘9854   | ↘9814   | ↘9697   | ↘9546   | ↘9374   | ↘9229   | ↘9096   | ↘8167   |

На 1 января 2025 года по численности населения город находился на 993-м месте из 1124 городов Российской Федерации.
Национальный состав
По итогам переписи населения 2020 года проживали следующие национальности (национальности менее 0,1 % и другое, см. в сноске к строке «Другие»):
| Национальность | Численность, чел. | Доля     |
| -------------- | ----------------- | -------- |
| Русские        | 7922              | 97,00 %  |
| Украинцы       | 38                | 0,47 %   |
| Цыгане         | 13                | 0,16 %   |
| Другие         | 194               | 2,37 %   |
| Итого          | 8167              | 100,00 % |

## Экономика
- Хлопчатобумажный комбинат ООО «Навтекс».
- Швейная фабрика.

Распоряжением Правительства РФ от 29 июля 2014 года № 1398-р «Об утверждении перечня моногородов» город включён в категорию «Монопрофильные муниципальные образования Российской Федерации (моногорода), в которых имеются риски ухудшения социально-экономического положения».

## Общественный транспорт
Наволоки связаны автобусными маршрутами с Кинешмой (маршруты № 272, 273, 283, 284, 583). Действует городской маршрут № 1 Юбилейная улица — Базарная площадь (отдельные рейсы выполняются с заездом в посёлок Лесное).

## Народная культура и фольклор
Местность вокруг Наволок богата преданиями и фольклорными сюжетами, многие из которых были собраны краеведом А. Любимовым (в частности, в его фольклорном исследовании 2000 года) и представлены в краеведческих заметках А. Румянцева.

### Легенда о древнем городе Чувиль
В приволжских селениях между Плёсом и Кинешмой сохранились предания о древнем городе Чувиль. Ещё в конце XIX века члены Костромской учёной архивной комиссии фиксировали сообщения старожилов о существовании крупного населённого пункта ниже Плёса, местность «Городина». По преданиям, Чувиль имел протяжение до 12 вёрст по течению Волги, до деревни Пеньки. Название «Чувиль», возможно, имеет мерянские или славянские корни. С Чувилем связаны легенды о зарытых кладах (бочки с золотом и серебром для примирения с татарами), находке изваяния «Золотой Бабы», глубоких лесных колодцах и обитающих в лесу душах умерших предков — «навьях». Некоторые места считались «тяжёлыми» для поселения, что связывали с моровыми поветриями или страхом перед душами предков.

### «Долги плеса Чевылецкие» и подводные сооружения
Существует гипотеза, опубликованная в журнале «Вокруг Света» (1988), о «плесах Чевылецких» русских былин, которые могли находиться в районе Плёса и представлять собой сложную систему подводных каменных гряд, своего рода «подводную крепость» или таможенное сооружение XV века. Предполагаемый подводный лабиринт имел форму гигантского треугольника с углами у деревень Сторожево, Утёс и Комарово (некоторые из этих населённых пунктов, например, Сторожево и Воронино, ранее входили в Наволокский район). Система гряд, по мнению автора гипотезы, создавала опасные условия для судов, не взявших лоцмана в Плёсе. С этими местами связаны и местные поверья: жительница деревни Русиновка (бывший Наволокский район) В. И. Тарасова рассказывала о «хороводной» воде, острове Русалочьем и бесах, хороводивших на берегу. Местные топонимы, такие как Чертов овраг и Чертова городина, также отражают эти верования.

### Духи местности и нечистая сила
Фольклор окрестностей Наволок богат рассказами о встречах с нечистой силой:
- Леший и негодный: Особенно часто упоминается Кислинский овраг (название от пустоши Кисловской) рядом с городищем Чувиль, где, по поверьям, обитает леший или «негодный» (существо с одним рогом, чёрное, мохнатое), который сбивает с пути грибников и охотников. Для защиты от лешего в домах делали оконные ставни[33].
- Огненный змей и покойники: Распространены были поверья об огненных змеях (огненных шарах, «горящих снопах»), летающих к тоскующим вдовам. Считалось, что это покойные мужья посещают своих жён, иногда принося «гостинцы» (оказывавшиеся грязью с навозом). Такие визиты могли закончиться трагически для женщин. Также рассказывали о покойниках, являющихся родным и пугающих их[33].
- Русалки: Упоминаются русалки, появлявшиеся у Еромонской шишки (холм у впадения реки Колдомы в Волгу) или моющиеся на реке[33].

### Клады
Предания о кладах многочисленны. Говорили о бочках с золотом и серебром, зарытых во времена татарских набегов на Чувиль или купцами, спасавшимися бегством. У деревни Кузнецово показывали место старой Владимирской дороги, где якобы утонули купцы с золотом. У деревни Селиваниха рассказывали о «панских могилах» с золотой каретой. У деревни Воронино, по старой Лазаревой дороге, по преданию, зарыла клад Марья-разбойница, считавшаяся колдуньей. Клады могли являться в виде животных, которых невозможно поймать, или охранялись змеями-медянками.

### Святые места и явленные иконы
- Преподобный Тихон Лухский: В Костромской губернии (к которой исторически относились и Наволокские земли) особо почитался преподобный Тихон Лухский (XV—XVI вв.). Места его уединения (например, в окрестностях посёлка Каменка, у сёл Олтухово и Новлянского — Тихонов овраг, Тихонов колодец) считались святыми. В день его памяти (Тихонов день) совершались крестные ходы, молебны, детей купали в святых источниках[33].
- Явленные иконы и часовни: Распространены рассказы о строительстве часовен на местах явления икон. Например, в волости Шохна, бывшей центром старообрядчества, предание связывало постройку древней деревянной церкви Василия Великого с явлением чудотворной иконы[33].

### Народные праздники и обряды
- Святки: Сопровождались посиделками, хождением ряженых по домам (колядованием), песнями и гаданиями (например, гадание с курицей или бросанием валенка для определения стороны, куда девушка выйдет замуж)[33].
- Масленица: Праздновалась целую неделю. В четверг на масленичной неделе жгли «подмазок» или чучело Масленицы (наряженную ель или солому), что символизировало проводы зимы. Сопровождалась гуляниями, песнями, хождением в гости. Существовали обрядовые приговоры, например: «Эка б… масленица, ты обманщица. Обманула нас, на великий пост дала редьки хвост»[33].
- Семик и Троица: В Семик (четверг перед Троицей) девушки «завивали» берёзки в лесу. На Троицу ходили в гости, особенно в те сёла, где этот день был престольным праздником. На третий день Троицы берёзки «развивали», а сплетённые венки пускали по Волге, гадая о судьбе[33].

### Предания об исторических личностях и событиях
В народной памяти сохранились рассказы о монголо-татарском нашествии (связываемые с гибелью Чувиля), Смутном времени и польско-литовском вторжении (разрушение церквей в Турабьеве, нападение на церковь в Шохне, где ослепшие поляки были, по преданию, закопаны в лесу). Есть предания о посещении Костромской губернии Екатериной II в 1767 году (остановка в селе Борщёвка, дуб со «ступнёй Екатерины»), о местных фабрикантах Коноваловых (их усадьбах, помощи погорельцам), а также о путешествии по Волге императора Николая II с семьёй в 1913 году (украшение деревень, встреча флотилии, дарение икон царём).

## Культурные аллюзии
- В Наволоках происходит действие рассказа К. Г. Паустовского «Дождливый рассвет».